# يورغ كريستين
يورغ كريستين (بالألمانية: Jörg Kirsten)‏ (18 أكتوبر 1967 بلايبزيغ في ألمانيا - ) هو لاعب كرة قدم ألماني (وحمل سابقاً جنسية ألمانيا الشرقية) في مركز الهجوم. لعب مع إرتسغيبيرغه آوه وروت فايس آهلن وساتشسين لايبزيغ وفالدهوف مانهايم وChemie Böhlen ‏ وFSV Zwickau ‏.

## وصلات خارجية
- يورغ كريستين على موقع قاعدة بيانات كرة القدم.إي يو (الإنجليزية)
- يورغ كريستين على موقع بيانات كرة القدم. دي إي (الألمانية)
- يورغ كريستين على موقع عالم كرة القدم.نت (الإنجليزية)